# مات لوكوود
مات لوكوود (بالإنجليزية: Matt Lockwood)‏ هو لاعب كرة قدم بريطاني في مركز الدفاع، ولد في 17 أكتوبر 1976 في ساوثند أون سي في المملكة المتحدة. لعب مع كولتشستر يونايتد وكوينز بارك رينجرز ونادي بارنت ونادي بريستول روفيرز ونادي دندي ونادي ليتون أورينت ونوتينغهام فورست.

## وصلات خارجية
- مات لوكوود على موقع قاعدة بيانات كرة القدم.إي يو (الإنجليزية)
- مات لوكوود على موقع Soccerbase.com (لاعب) (الإنجليزية)